# حملة كامالا هاريس الرئاسية 2024
كامالا هاريس، نائبة رئيس الولايات المتحدة التاسع والأربعين والحالي، أعلنت عن حملتها للرئاسة لعام 2024 في 21 يوليو عام 2024، بعد أن سحب الرئيس جو بايدن ترشحه لمنصب الرئيس وأيدها.
هاريس هي عضو في الحزب الديمقراطي، صعدت إلى الصدارة الوطنية في عام 2016 خلال حملتها لعضوية مجلس الشيوخ الأمريكي. وأصبحت معروفة على نطاق واسع عندما سعت للحصول على ترشيح الحزب للانتخابات الرئاسية لعام 2020 لكنها انسحبت من السباق في عام 2019. وقد أيدت جو بايدن وجرى اختيارها لتكون نائبة له في عام 2020. وبعد فوز بايدن وهاريس بالانتخابات العامة أصبحت أول نائبة امرأة لرئيس الولايات المتحدة عند تنصيبها في عام 2021.
إذا فازت هاريس بترشيح الحزب الديمقراطي لعام 2024، فإنها ستصبح أول امرأة سوداء وأول أمريكية آسيوية يجري ترشيحها للرئاسة من قبل حزب سياسي كبير. وإذا انتُخبت رئيسة، ستكون هاريس أول امرأة وأول آسيوية تصبح رئيسة أمريكية للولايات المتحدة.
في 22 يوليو حصلت هاريس على تأييد كاف من المندوبين لتصبح المرشحة الرئاسية الديمقراطية المفترضة. لكن هذا التأييد غير ملزم حتى التصويت الرسمي للحزب، والذي يقول المسؤولون الديمقراطيون إنهم يخططون لإجرائه بحلول 7 أغسطس.[بحاجة لتحديث]

## الخلفية
بدأت هاريس ترشحها الأولي للرئاسة في يناير من عام 2019، في ذلك الوقت كانت عضوًا في مجلس الشيوخ الأمريكي عن ولاية كاليفورنيا. وفي المناقشات تعرضت هاريس لانتقادات من قبل المعارضين بسبب سجلها كمدعية عامة لولاية كاليفورنيا، ولا سيما فيما يتعلق بمواقفها السابقة بشأن المرجوانا، والكفالة النقدية، وإصلاح الإفراج المشروط، والإهمال في التحقيق في سوء سلوك الشرطة، من بين جرائم أخرى. وبدأت صراعات الاقتراع وجمع التبرعات في نوفمبر تشير إلى نهاية محتملة لحملتها. ونظرًا إلى التناقضات في التوظيف، ونقص الأموال، وسوء إدارة الحملة بشكل عام، انسحبت رسميًا من الانتخابات التمهيدية للحزب الديمقراطي في ديسمبر عام 2019. وقد أيدت جو بايدن في 8 مارس عام 2020 واختارها بايدن لتكون نائبة له في 11 أغسطس عام 2020. وبعد فوز بايدن وهاريس في الانتخابات العامة، أصبحت أول نائبة لرئيس الولايات المتحدة عند تنصيبها في 20 يناير عام 2021.
وفي أكتوبر عام 2023 رفضت هاريس التكهن بما سيحدث إذا انسحب المرشح الديمقراطي الرئيس الحالي جو بايدن من الانتخابات الرئاسية 2024. وكان عمر جو بايدن بمثابة «الكبش» بالنسبة للجمهوريين، والذي كان في ذلك الوقت 80 عامًا. وبعد المناظرة الرئاسية الأولى في 27 يونيو عام 2024 تزايدت المخاوف بشأن عمر المرشح المفترض آنذاك بايدن ومدى لياقته لولاية ثانية. في البداية رد بايدن «بقوة» على فكرة ترك الرئاسة. وفي 28 يونيو كتبت مجلة نيويورك أنه في حين أن معظم الديمقراطيين لا يريدون أن تحل هاريس محله، إلا أنها ستكون الخيار الأكثر ترجيحًا إذا انسحب؛ وحصلت على معدلات موافقة أعلى من بايدن وغيره من المتنافسين الديمقراطيين في الانتخابات الرئاسية لعام 2028، مثل غافن نيوسوم.
وعلى وسائل التواصل الاجتماعي، وكرد فعل على المناظرة، نشر المستخدمون الذين أرادوا ترشيح هاريس مقطعًا قديمًا لها وهي تسأل الجمهور: «هل تعتقد أنك سقطت للتو من شجرة جوز الهند؟ أنت موجود في سياق كل ما تعيش فيه». وهذا يعني أن «جوهر» الإنسان لا يخلق بشكل مستقل، بل هو نتيجة لبيئته. وأصبح هذا الفيديو ميمًا على الإنترنت، وأصبح جوز الهند رمزًا لحملة هاريس. وعزز الاهتمام الذي جلبه الفيديو لهاريس فكرة كونها المرشحة. وجملتها «ما يمكن أن يكون، غير مثقل بما كان» ظهرت بالمثل باعتبارها ميمًا مرتبطًا بهاريس وحملتها.
بحلول 3 يوليو جرت مناقشة هاريس كبديل محتمل لبايدن من قبل ديمقراطيين رفيعي المستوى، وتراوحت ردود فعل الديمقراطيين المختلفة على الاختيار من «القبول إلى الخوف إلى الاستقالة». ودافعت عن بايدن قائلة إن المناظرة «لم تكن أفضل أوقاته» لكن «نتيجة هذه الانتخابات لا يمكن تحديدها بيوم واحد في يونيو». ومع ذلك بدأ حلفاؤها بوضع استراتيجية حول كيفية جعلها المرشحة الديمقراطية إذا انسحب بايدن. كما كانت هدفًا متكررًا للخطب خلال المؤتمر الوطني للحزب الجمهوري لعام 2024 في الفترة من 15 حتى 18 يوليو، حيث أشار المتحدثون إلى الرئاسة الحالية باسم رئاسة «بايدن هاريس». وفي 17 يوليو كانت حملة دونالد ترامب، منافس جو بايدن في الانتخابات آنذاك، رافضة لتحديد موعد لمناظرة محتملة لمنصب نائب الرئيس مع مرشح ترامب جيه دي فانس، قائلة إنه من غير الواضح من سيكون مرشح الديمقراطيين لمنصب نائب الرئيس إذا انسحب بايدن.
في 18 يوليو ذكرت صحيفة ذا هيل أنه في الأيام القليلة المقبلة سيلقي بايدن خطابًا حول مسيرته السياسية المستقبلية، وأن الديمقراطيين في الكونغرس يتوقعون أن تكون هاريس المرشحة الجديدة. في هذا الوقت تقريبًا أظهرت استطلاعات رأي مختلفة أن الديمقراطيين كانوا إما واثقين أو متشككين في قدرتها على الفوز ضد ترامب. وبحلول 19 يوليو كان الديمقراطيون «يرسمون بهدوء» كيفية فوز هاريس في الانتخابات، ولكن أيضًا جرى النظر في مرشحين آخرين مثل غريتشن ويتمر وجوش شابيرو. وبعد ضغوط من الديمقراطيين انسحب بايدن من الانتخابات في 21 يوليو 2024، وأيد هاريس خلفًا له.

## الحملة
في 22 يوليو تلقت هاريس ما يكفي من تأييد مندوبي الولايات للفوز بالترشيح لتصبح المرشح المفترض. في حين أن التأييد لم يكن ملزمًا، تقدر سي إن إن حاليًا أنها حصلت على عدد كافٍ من المندوبين للفوز بالترشيح.

### الإعلان
في 21 يوليو عام 2024 أعلنت هاريس عزمها الترشح لترشيح الحزب الديمقراطي، وقدمت لجنة حملة «بايدن للرئاسة» أوراقًا إلى لجنة الانتخابات الفيدرالية لتغيير اسم اللجنة إلى «هاريس للرئاسة».

### جمع التبرعات
في اليوم الذي أُعلن فيه انسحاب بايدن، أفادت منصة جمع التبرعات الديمقراطية (أكت بلو) عن جمع أكثر من 50 مليون دولار في أكبر حصيلة تبرعات في يوم واحد منذ وفاة روث بادر غينسبورغ في عام 2020. وفي أول 24 ساعة من ترشح هاريس، جمعت الحملة الرئاسية أكبر قدر من المال لأي مرشح رئاسي في التاريخ، حيث جمعت 81 مليون دولار.

### الفعاليات
عقدت هاريس أول تجمع انتخابي لها في 23 يوليو عام 2024، في صالة الألعاب الرياضية بمدرسة وست ألس الثانوية المركزية، الواقعة في ضاحية وست ألس في ميلواكي، حيث انعقد المؤتمر الوطني للحزب الجمهوري قبل أسبوع. وبحسب ما ورد نال الحدث جمهورًا أكبر من أي حدث أقامته حملة بايدن لعام 2024، وفقًا للمتحدث باسم الحملة كيفن مونيوز، الذي توقع حضور نحو 3000 شخص.
تستخدم هاريس أغنية بيونسيه «الحرية» كأغنية رسمية لحملتها، وحصلت على إذن من شركة بارك وود إنترتيمنت في نفس يوم التجمع الأول وطوال مدة الحملة بأكملها.